# Peter Kuhlman
Peter Chr. Kuhlman (født 22. marts 1948 i Hellerup) var rektor på Frederiksborg Gymnasium i Hillerød 1990-2018, men bosat i Charlottenlund.
Peter Kuhlman er student fra Efterslægtselskabets Skole i 1967 og cand.mag. med hovedfag i samfundsfag (1972) og bifag i historie (1977). Ansat som adjunkt 1973-77 ved Akademisk Studenterkursus og ved Gentofte Statsskole 1977-88 samt ved Øregård Gymnasium 1988-90. Fra 1990 var han rektor for Frederiksborg Gymnasium og HF og gik på pension 31. december 2018.
Ved siden af hovedansættelsen var Kuhlman ekstern lektor ved Institut for Statskundskab på Københavns Universitet i perioden 1973-78. Fra 1982-88 var han fagkonsulent i samfundsfag i Undervisningsministeriet og 1988-90 undervisningsinspektør. Siden 1989 har han været censor i statskundskab og samfundsfag ved universiteterne.
Han har siddet i styrelsen for Gymnasieskolernes Rektorforening fra 2001 og var formand 2002-2009. Han er medlem af Det Humanistiske Fakultets rådgivende arbejdsmarkedspanel. 1975-82 formand for Foreningen af Lærere i samfundsfag i Gymnasiet og HF og for fondsbestyrelsen for Forlaget Columbus 1994-99. Desuden medlem af bestyrelsen for Banker og Sparekassers Ungdomskontakt 1991-99, af Nationalkomiteen for United World Colleges 1991-2003.
Som formand for Rektorforeningen har han fremsat forslag til, hvordan gymnasieelevers fravær kunne nedsættes. Grænsen for lovligt fravær på 10% samlet og 15% i enkelte fag ville han helt have fjernet. Kuhlmans alternativ var, at eleverne skulle have speciel tilladelse fra skolens ledelse til at blive væk. Kuhlman så sygdomsforløb som acceptabel årsag til fravær, men ville slå hårdt ned på fravær, der skyldtes skiferie o. lign.
Han blev slået til ridder af Dannebrogordenen den 18. september 1998.
Peter Kuhlman har ud over en række fagbøger skrevet adskillige artikler i aviser og tidsskrifter.

## Bøger af Peter Kuhlman
- Introduktion til samfundsvidenskabelig teori og metode. (Sammen m. Peter Ferdinand). 1976.
- Politiske partier. Kompendium. Københavns Universitet 1977.
- Samfundsfag. (Sammen m. Lars Scheibel). 1978.
- Arbejdsløshed – Nu eller altid? (Sammen m. Hans-Erik Lystrup Nielsen). 1979.
- Vold og velfærd. (Sammen m. Hans-Erik Lystrup Nielsen). 1980.
- Politisk tværsnit. Grundbog i dansk politik. 1981.